# Rhacocleis ayali
Rhacocleis ayali är en insektsart som beskrevs av Karabag 1974. Rhacocleis ayali ingår i släktet Rhacocleis och familjen vårtbitare. Inga underarter finns listade i Catalogue of Life.